# Escuela de Aviación del Capitán Manuel Ávalos Prado
La Escuela de Aviación "Capitán Manuel Ávalos Prado" es la institución encargada de formar a los futuros oficiales de la Fuerza Aérea de Chile. Es la Escuela de Aviación más antigua de América y la cuarta en el mundo. Está ubicada en Santiago de Chile, en la comuna de El Bosque.

## Misión

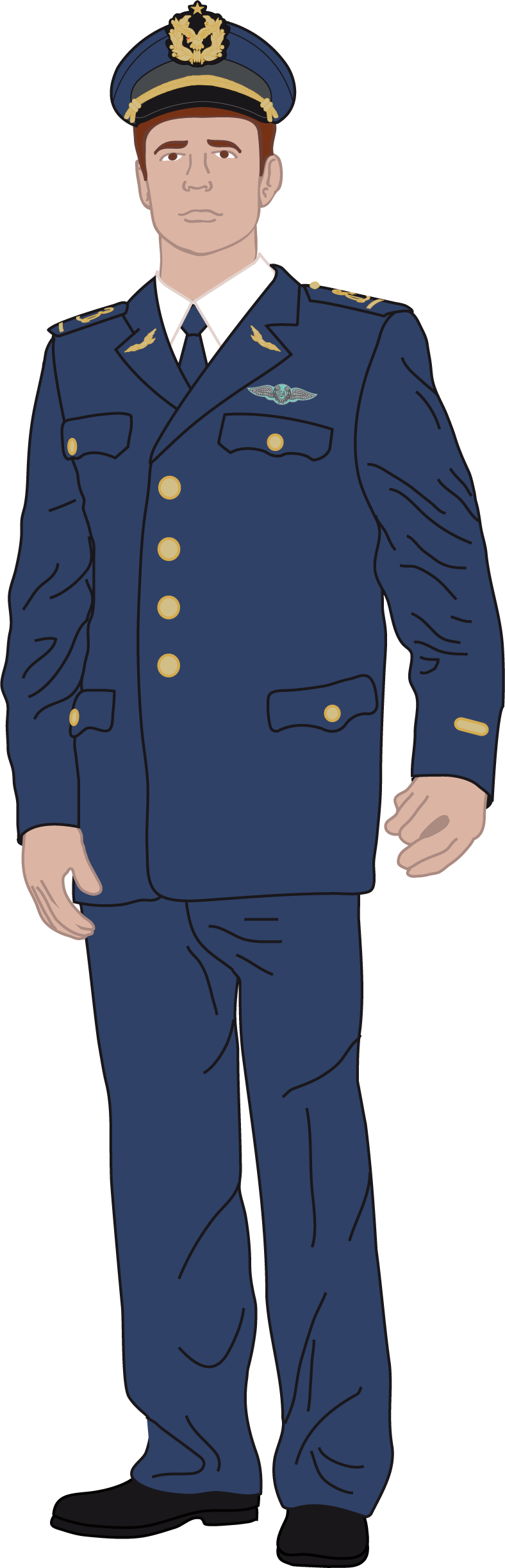
Cadete de la Escuela de Aviación.

La Escuela de Aviación es un Instituto militar de educación superior, que tiene por misión seleccionar y formar integralmente a los futuros Oficiales de la Fuerza Aérea de Chile; participar en el proceso formativo de las especialidades y cumplir con los requerimientos establecidos por el nivel superior, con el propósito de contribuir al desarrollo del proceso educacional y el logro de los objetivos de la Institución.

## Visión
Situar a la Escuela de Aviación, como un referente de excelencia en la formación integral del Oficial, con una acendrada vocación de servicio público, con un proyecto educativo reconocido nacional e internacionalmente, en base al desarrollo tecnológico y profesional, sustentado en el sistema valórico institucional.

## Proceso de Formación
- Instrucción Aérea.
Durante su permanencia en el plantel, los Cadetes se incorporan a un modelo de instrucción aérea que les otorga una sólida formación profesional, acorde con las exigencias de un Piloto de Guerra de la FACh.
La actividad de vuelo del Cadete, que postula en tercer año para conformar el Escalafón de Piloto de Guerra, se inicia en su último año de formación con la etapa de Determinación de Aptitudes en el material de instrucción básico T-35 "Pillán", previa evaluación médica específica en el Centro de Medicina Aeroespacíal del Hospital Clínico Institucional. Durante la instrucción, el Cadete adquiere los conocimientos fundamentales sobre el vuelo: aerodinámica, meteorología y reglamentación aeronáutica, entre otros, quedando capacitado para realizar su primer vuelo solo.
- Área Académica.
Se imparten los conocimientos necesarios en materias académico-científicas tradicionales, lo que entrega una sólida base teórica y práctica al Cadete, permitiéndole situarse con reales posibilidades de éxito al realizar estudios posteriores, especialmente en un escenario de creciente nivel de complejidad. 
Para dar cumplimiento a la formación de un futuro Oficial, la Escuela de Aviación cuenta con un selecto cuerpo docente, así como laboratorios, biblioteca y material audiovisual.
El plan de estudios de este Instituto ha sido diseñado para obtener un Oficial con un alto nivel de conocimientos, permitiéndole seguir la carrera con una sólida base profesional de acuerdo a su especialidad.
Asimismo, se da especial importancia a que el futuro Oficial sea bilingüe, estableciendo para ello porcentajes crecientes cada año en el dominio del idioma inglés.

## Historia
La creación de la Escuela de Aeronáutica Militar, antecesora de la actual Escuela de Aviación, fue sin duda uno de los hitos más trascendentes en toda la historia aeronáutica de Chile. Fundada a sólo diez años de efectuado el vuelo de los hermanos Wright, pasó a constituirse en una de las primeras, cronológicamente en el mundo. En cuanto a su importancia para el país, fue el centro desde el cual se gestaron las acciones que darían paso al desarrollo de toda nuestra aviación, tanto militar, civil, deportiva y posteriormente comercial.
Analizando el desarrollo aeronáutico de otros países en aquella época, puede advertirse que generalmente se iniciaba en el sector civil, desde el cual se expandía posteriormente al militar. En cambio, las autoridades chilenas entendieron que éste era un proyecto de carácter militar y tendría repercusiones a nivel país, por eso se le otorgó la misión y los medios correspondientes al estamento militar para que llevara adelante la materialización de una aviación para Chile. Fue así como el propio Ministro de Guerra y Marina Luis Devoto, fue quien anunció públicamente el 29 de marzo de 1912 la intención del Gobierno de avanzar decididamente en aviación. El General Arístides Pinto Concha, anunció la adquisición de algunos aeroplanos para la instrucción en Chile a los Oficiales, por otra parte, explicó que los Tenientes Ávalos y Molina Lavín se encontraban en Francia obteniendo sus brevets de pilotos, acompañados por los mecánicos y exalumnos de la Escuela de Artes y Oficios, Miguel Cabezas y Pedro Donoso. Con la destinación de estos Oficiales y mecánicos, se acogía enteramente la sugerencia de Dartnell en este sentido. 
Avanzando en los propósitos expresados, el Gobierno presentó el 8 de enero de 1913 al Congreso Nacional un mensaje, a través del cual se pedía la organización de los Servicios de Aeronáutica Militar y la creación de la correspondiente Escuela de Aeronáutica. La iniciativa fue acogida favorablemente, dictándose la Ley N.º 2.771 que autorizaba la creación de los Servicios Aeronáuticos y disponía los fondos necesarios para acometer tan magna empresa. Subsecuentemente, se promulgó el Decreto Supremo (G) N.º 187 del 11 de febrero de 1913, dando vida a la Escuela Militar de Aeronáutica.

## Decreto de Creación
Con la firma del Presidente Don Ramón Barros Luco y de su Ministro de Guerra y Marina Don Jorge Matte Gormaz, estipulaba el nombre de "Escuela de Aeronáutica Militar", pero también se usó indistintamente el de "Escuela Militar de Aeronáutica ", como consta en los diplomas de piloto militar que entregó posteriormente, hasta su cambio por el de "Escuela de Aviación", en 1920. El citado documento constaba de diez artículos, los que se referían, en lo principal, a los siguientes aspectos: 
- Objeto del organismo:
Formar Oficiales y Suboficiales como Pilotos Aviadores, Pilotos Mecánicos o Pilotos Aerostáticos, lo que indica que la idea de los globos no se había desechado totalmente. Lo que sí se advierte en este acápite es la aceptación de la indicación de Dartnell, en el sentido de establecer una diferencia funcional entre la dirección misma de un vuelo determinado con respecto a los aspectos de preparación mecánica de las máquinas.
- Uniformes:
Se disponía el distintivo de un cóndor con las alas extendidas de bronce para los Oficiales y en blanco oxidado para la tropa. Estas disposiciones se complementarían más adelante para los Oficiales, que debían llevar una hélice bordada en oro sobre el antebrazo izquierdo y para los suboficiales, la misma bordada en lana roja y las letras E.A.M. en las presillas del uniforme. En cuanto a la tenida, se establecía un uniforme común de color azul gris, excepto para los alumnos, quienes usarían el de su arma de origen mientras no obtuvieran el título de piloto. Hasta esa época todavía cada arma usaba un uniforme con colores diferentes que las distinguían de las otras, finalmente el Ejército adoptó el paño gris verde que ha mantenido hasta nuestros días. 
- Programas de instrucción:
Se establecían cursos teóricos y prácticos, para iniciarse dos veces al año, en marzo y en octubre, con algunas pequeñas diferencias entre los contenidos que debían cubrir los Oficiales y los Suboficiales.

## Grado jerárquico
Grados jerárquicos de un Oficial a lo largo de su carrera, y la cantidad de años que deben permanecer en cada grado: 
Oficiales Subalternos
- Alférez 1 Año
- Subteniente 3 Años
- Teniente 5 Años
- Capitán de Bandada 6 Años

Oficiales Jefes
- Comandante de Escuadrilla 5 Años
- Comandante de Grupo 5 Años

Oficiales Superiores
- Coronel de Aviación 5 Años
- Comodoro

Oficiales Generales
- General de Brigada Aérea
- General de Aviación
- General del Aire

| Rango       | Subalférez | Cadete               | Cadete                | Cadete               |  |
| ----------- | ---------- | -------------------- | --------------------- | -------------------- |  |
| Presilla    |            |                      |                       |                      |  |
| Bocamanga   | -          | -                    | -                     | -                    |  |
| Grado       | Subalférez | Cadete de Tercer Año | Cadete de Segundo Año | Cadete de Primer Año |  |
| Abreviatura | SA         | CA3                  | CA2                   | CA1                  |  |
| Código OTAN | -          | -                    | -                     | -                    |  |